# Patio del León
El patio del León es un espacio del Alcázar de Sevilla, Andalucía, España. Se encuentra tras la puerta del León.

## Historia
A fondo hay un lienzo de muralla con tres pórticos. Este lienzo forma parte del palacio almohade del siglo XI conocido como Al-Qsar al-Muwarak, que significa 'Alcázar de la Bendición'.
Recibe este nombre porque está junto a la puerta del León. Antes del siglo XIX fue conocida como puerta de la Montería, nombre que puede deberse a algunos relieves de una montería que tendría la puerta o a que era por donde salía el monarca para ir de caza. El patio del León está dividido por un lienzo de muralla almohade del conocido como patio de la Montería.
Durante el reinado de Felipe IV, el patio del León albergó un corral de comedias, el corral de la Montería. Fue el mayor teatro de la ciudad, aunque desapareció en un indencio de 1691.

## Botánica
El patio se divide en cuatro cuadrantes delimitados por setos de mirto, en los que crecen laureles, rosales, un palo borracho, un ciprés y un masacar. También hay un árbol de la lana (chorisia speciosa). Cerca se encuentra un arbusto caducifolio originario de China, el masacar (chimonanthus praecox) que en invierno, antes de que aparezcan las hojas se presenta cubierto de flores estrelladas, perfumadas y de color amarillo rojizo.
Frente a estas plantas, junto al muro, se encuentran plataneras, granados, naranjos, lantanas, jazmínes, mitos y una yuca. También hay un platanero (musa x paradisiaca).